# 溝子垻
溝子垻，或寫作溝壩，是台灣雲林縣斗六市的一個傳統地域名稱，位於該市西南部。相較於今日行政區，其範圍大致包括崙峰里西南端、龍潭里南端、久安里東南部凸出部分外圍、江厝里、溝垻里、三光里，以及斗南鎮的將軍里東北部接近新厝子聚落地帶。

## 歷史
台灣清治末期至日治初期，溝子垻地區為一街庄，稱為「溝子垻庄」，隸屬於斗六堡。該庄北與九老爺庄、大潭庄、大崙庄為鄰，東與水碓庄、庵古坑庄為鄰，南邊及西南邊為溫厝角庄，西邊為新庄。
1901年（日治明治三十四年）11月，全台廢縣廳改設二十廳，該庄隸屬於斗六廳。1903年（明治三十六年）6月，該庄編入「斗六區」，隸屬於斗六廳。1909年（明治四十二年）10月，合併二十廳為十二廳，斗六區改隸屬於嘉義廳。1920年（大正九年），全台地方制度大改正，廢十二廳改設五州二廳，該庄改制為「溝子垻」大字，隸屬於臺南州斗六郡斗六街。
戰後斗六街改制為斗六鎮，隸屬於臺南縣，大字亦改制為里。1946年8月，斗六、林內分治，本地區仍隸屬斗六鎮。1950年10月，雲、嘉、南分治，斗六鎮改隸屬雲林縣。1981年，斗六鎮升格為縣轄斗六市。

## 聚落
本地區發展較早的聚落有溝仔垻、江厝仔、瓦厝仔、新厝仔、頂柴裡（頂柴）、下柴裡、枋橋（板橋）等，在日治期初期的官方地圖上已有記載。此外，本地區尚有廖廍仔聚落。

## 交通
台鐵縱貫線是台灣西部南北鐵路幹線，大致以東北—西南走向轉東北微東—西南微西走向再轉東北—西南走向經過溝子垻地區西北部邊界外不遠處。東北側最近的車站是斗六車站，屬一等站，除部分普悠瑪號、自強號外，其餘列車皆停靠；西南側最近的是斗南車站，屬二等站，停靠部分自強號及全部的莒光號及區間車。由此等可前往台鐵沿線各站。
省道台78線即「東西向快速公路－台西古坑線」，是雲林縣境內的東西向快速公路，大致以西微北—東微南走向繞大彎轉西南西—東北東走向經過本地區中部，並於本地區東側邊界省道台3線交會處設有古坑交流道。由此向西微北可前往虎尾南部、土庫、元長北部、東勢、台西等地；向東北東轉東南東可前往高厝林子頭的東側端點（古坑端）並止於國道3號古坑系統交流道。
省道台1丁線（雲林路三段）是莿桐經斗六至斗南的幹道，大致以東北微東—西南微西走向經過本地區西北部邊界外不遠處，並位於鐵路南側。由該道路向東北微北轉東北經斗六市中心轉西北再轉北北西可前往保長廍東北部、竹圍子西南端、大埔尾、樹子腳西南端、莿桐市區南側並止於省道台1線路口；向西南微西可前往新庄並止於其西部邊界地帶的省道台1線另一路口（斗南市區北郊）。
省道台3線（龍潭南路、仁義路）俗稱「內山公路」，是臺北至屏東的幹道，大致以北向南由本地區北部邊界東側入境後轉東南，至本地區東部邊界轉南南西沿邊界而行，順邊界轉南南東經省道台78線（東西向快速公路－台西古坑線）斗六交流道後，因邊界線東移而再度入境一小段路後出境。由該道路向北繞大彎轉東北再轉北可前往斗六市區、國道3號斗六交流道、林內、竹山、名間等地；向南南東可前往古坑西部、梅山、竹崎、番路西部等地。
縣道158甲線（古坑路）是台西鄉崙子頂至竹山鎮桶頭的道路，大致以西北西—東南東走向經過本地區南端。由該道路向西北西可前往斗南、土庫、褒忠、東勢北部、台西等地；向東南東可前往古坑、水碓東南端、高厝林子頭東南部、桶頭並止於其中部偏北的縣道149號路口。
鄉道雲81線是甲六埤至瓦厝仔的道路，其南側端點（終點）位於本地區西部瓦厝仔西側的鄉道雲82線路口。由此向北蜿蜒而行，出境後可前往九老爺、大北勢並止於該地區西部偏北的鄉道雲78線路口（甲六埤聚落西南西郊）。
鄉道雲82線（瓦厝路、新厝路、三樂路）是北勢至溝垻的道路，其東側端點（終點）位於本地區東北部溝垻聚落西南側的鄉道雲193線路口。由此向南南西繞大彎轉西，至江厝子聚落轉西北西再轉西南，出聚落後轉西南西，至瓦厝子聚落轉西北西蜿蜒而行，至新厝子聚落轉北北西再轉西南西，至烏瓦磘（成功）聚落轉西北蜿蜒出境，出聚落後轉西北微北可前往新庄並止於該地區西北部邊界處的省道台1線路口（北勢子聚落西側）。
鄉道雲192線（無名道路、板橋路、下柴路、頂柴路）是三光至頂柴裡的道路，除起點一小段外，其餘路段多在本地區境內，其西側端點（起點）位於本地區南部邊界外緣，也就是枋橋聚落（屬三光里）南郊的縣道158甲線路口。由此向北北東到達本地區南部邊界，轉東南東繞連續彎道轉東南東沿邊界而行，其後轉北北東入境，其後轉北再轉東北東蜿蜒而行，經下柴裡、頂柴裡聚落後可前往本地區東部近邊界處並止於省道台3線路口。
鄉道雲193線（永興路、泰安路）是管土厝（實際起點位於其東北側1公里處）至古坑（實際終點位於水碓與古坑之間）的道路，大致以西北—東南走向由本地區北部邊界中央地帶入境後蜿蜒而行，經鄉道雲82線終點路口後，於本地區東部邊界經省道台3線路口（省道台78線古坑交流道北側）出境。由該道路向西北可前往九老爺東部（經管土厝聚落）、大潭西端、保長廍地區西南端並止於省道台1丁線路口；向東南轉南經省道台78線高架橋下後轉東南再轉東南東可前往水碓地區中部偏西南並止於縣道154乙線路口。

## 學校
- 溝壩國小 （页面存档备份，存于） [10]（位於本地區東部邊界外緣的水碓地區境內）